# Мосфилм
Мосфилм (рус. Мосфильм) је филмски студио који је један од највећих и најстаријих у Руској Федерацији и Европи. Основан 1924. године у Совјетском Савезу, произвео је већину познатијих филмова из доба совјетске државе. Произвео је филмове Андреја Тарковског, Сергеја Ајзенштајна и Акире Куросаве.

## Одабрани филмови
У режији Сергеја Ајзенштајна
- 1925 — Оклопњача Потемкин
- 1928 — Октобар: десет дана који су потресли свет
- 1938 — Александар Невски
- 1946 — Иван Грозни

У режији Андреја Тарковског
- 1960 — Парни ваљак и виолина
- 1962 — Иваново детињство
- 1966 — Андреј Рубљов
- 1972 — Соларис
- 1975 — Огледало
- 1979 — Сталкер
- 1983 — Носталгија

Остали
- 1957 — Лете ждралови
- 1959 — Балада о војнику
- 1964 — Ја, Куба
- 1965 — Операција „И” и друге авантуре Шурика
- 1966 — Рат и мир
- 1967 — Виј
- 1967 — Кавкаска заробљеница, или Шурикове нове авантуре
- 1968 — Рука од драгуља
- 1970 — Ослобођење
- 1973 — Иван Васиљевич мијења професију
- 1975 — Они су се борили за Домовину
- 1975 — Дерсу Узала
- 1975 — Иронија судбине
- 1976 — Цигани лете у небо
- 1977 — Канцеларијска романса
- 1979 — Москва сузама не верује
- 1985 — Иди и гледај
- 2007 — Иронија судбине — Наставак